# شون كليري
شون كليري (بالإنجليزية: Sean Cleary)‏ هو لاعب كرة قدم بريطاني، ولد في 26 فبراير 1983 في بلفاست في المملكة المتحدة. لعب مع أردز ونادي كروسيدرز ونادي كليفتونفيل.